# Kraj Urianchajski
Kraj Urianchajski (ros. Урянхайский край, potocznie Urianchaj) – protektorat Imperium Rosyjskiego, istniejący od 17 kwietnia 1914 do 14 sierpnia 1921 roku na terenach dzisiejszej Tuwy.

## Administracja
Formalnie protektoratem zarządzał Ambyn-Nojon, lecz faktyczne sprawowanie władzy należało do rosyjskiego komisarza terytorium Urianchaju oraz urzędnika departamentu przesiedleń, który był odpowiedzialny za imigrację rosyjskich osadników.
Administracyjnie Kraj Urianchajski został podzielony na 7 kożuunów:
- Biejse-choszun
- Daa-choszun
- Maady
- Ojunnarskij
- Sałczakskij
- Todżyński
- Czoodu.

W 1914 roku rozpoczęto budowę stolicy Urianchaju, która została ustanowiona w Biełocarsku.

## Demografia
Liczba ludności w 1914 roku wynosiła 73 tys. osób. W 1917 roku w Urianchaju żyło 12 tysięcy Rosjan.

## Historia
Do 1912 roku obszar ten nazywał się Tannu Urianchaj i znajdował się pod panowaniem chińskiej dynastii Qing. Po rewolucji Xinhai Tuwa się odłączyła od Chin, jako część Mongolii, która wtedy zyskała niepodległość.
W latach 1912–1913 książęta tuwińscy kilkakrotnie apelowali do cara Mikołaja II Romanowa o przyjęcie Tuwy w skład Rosji jako protektoratu. 17 kwietnia 1914 roku Mikołaj II podpisał zgodę na ustanowienie Kraju Urianchajskiego, na mocy której protektorat stał się częścią guberni jenisejskiej, zaś rok później został uznany przez rząd chiński.
Po rewolucji lutowej i abdykacji Mikołaja II w 1917 roku Kraj Urianchajski uznał rząd Republiki Rosyjskiej i potwierdził swój status rosyjskiego protektoratu.

### Wojna domowa w Rosji
Po rewolucji październikowej na terenie Urianchaju utworzono władze radzieckie. 18 czerwca 1918 roku na terytorium protektoratu odbył się wspólny kongres Rosjan i Tuwańczyków, na którym jednogłośnie przyjęto traktat o samostanowieniu Tuwy, w którym zostały zawarte prawa obywateli rosyjskich.
Od lipca 1918 do lipca 1919 roku większość obszaru Tuwy zajmowała biała armia adm. Aleksandra Kołczaka. Jesienią 1918 roku rozpoczęła się inwazja wojsk chińskich. Chińczycy zajęli południowe i zachodnie regiony Tuwy. Dodatkowo na teren protektoratu wkroczyły wojska mongolskie pod dowództwem Magsardżawy, która zajęła Biełocarsk. W lipcu 1918 roku V kongres regionalny ogłosił poparcie dla tymczasowego rządu Syberyjskiego.
14 czerwca 1919 roku oddziały czerwonych partyzantów, pod dowództwem Aleksandra Krawczenki i Piotra Szczetinkina, wkroczyły na terytorium Urianchaju. Partyzanci odnieśli szereg zwycięstw nad armią Kołczaka i zdobyli Chem-Bełdyr. Po rozbiciu białych Armia Czerwona pokonała wojska chińskie.
Na początku 1921 roku ostatni żołnierze chińscy opuścili Tuwę. Latem tego samego roku, w związku z rewolucją komunistyczną w Mongolii, ostatnie oddziały mongolskie opuścił Tuwę. 14 sierpnia 1921 roku Tuwińska Partia Ludowo-Rewolucyjna, wspierana przez Armię Czerwoną, ustanowiła Tuwińską Republikę Ludową.